# معاهدة نابولي 1639

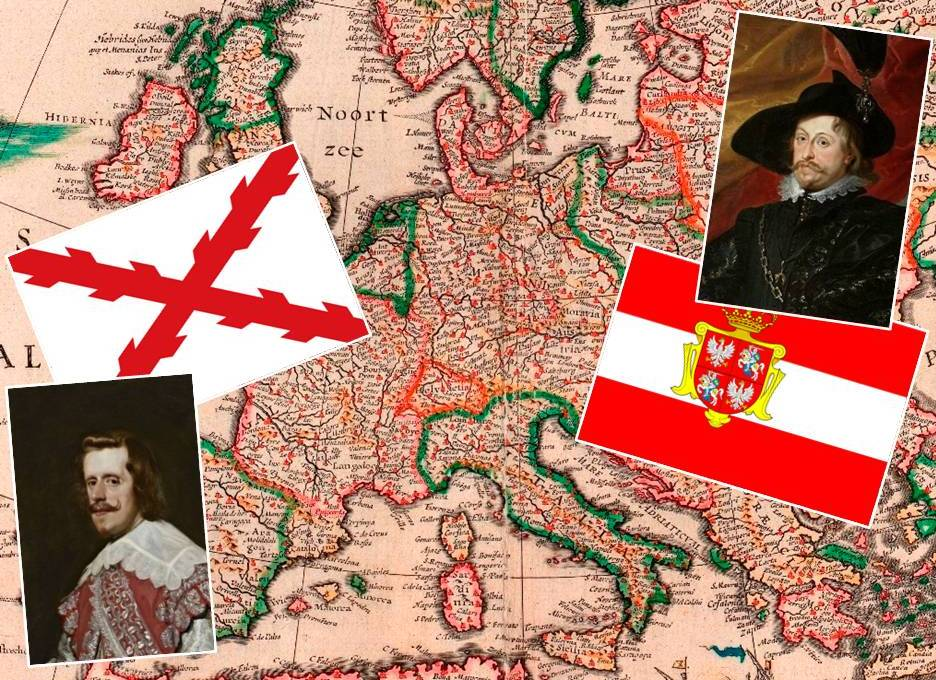

معاهدة نابولي هي اتفاقية سياسية عسكرية بين مملكة إسبانيا ومملكة بولندا، وُقعت في نابولي في أواخر عام 1639. وافق الملك البولندي فواديسواف الرابع فاسا على تشكيل جيش من 17 ألف رجل، والذي سيتألف من 12 ألف فارس و5 آلاف من المشاة. بعد عبور أراضي الإمبراطورية، كان من المقرر استخدام القوات تحت القيادة الإسبانية في فلاندرز ضد الفرنسيين. كان على الملك الإسباني فيليب الرابع، بصرف النظر عن تغطية تكاليف التوظيف والصيانة، أن يدفع للملك البولندي 500 ألف إسكودو نابولي. طالب البولنديون على الفور بإعادة التفاوض على المعاهدة، مما أدى إلى اتفاق آخر أبرم في عام 1641؛ كان على الإسبان أن يدفعوا أكثر مقابل جيش أصغر. لم تُنفذ هذه المعاهدة أيضًا، وألغت محكمة مدريد الصفقة في أوائل عام 1642. تبقى معاهدة نابولي الاتفاقية الثنائية الوحيدة للتحالف العسكري الإسباني البولندي المبرمة بين البلدين.

## إسبانيا وبولندا حتى منتصف ثلاثينيات القرن السادس عشر
حتى بداية العصر الحديث، كانت العلاقات بين إسبانيا وبولندا غير موجودة تقريبًا. سياسيًا، يعمل البلدان في مناطق مختلفة تمامًا؛ إذ تركز إسبانيا على شبه الجزيرة الأيبيرية وغرب / وسط البحر الأبيض المتوسط والمنحدرات الشمالية لجبال البرانس، بينما تركز بولندا على بحر البلطيق والسهول الضخمة في أحواض أودر فيستولا ودنيبر. ومع ذلك، في القرن السادس عشر ظهرت كلتا الدولتين كقوى قارية وأصبحت مصالحهما الجغرافية أقرب. تحولت المواجهة السياسية الرئيسية الأولى إلى صراع، تمثل بمطالبات بين إسبانيا وبولندا للمبالغ النابولية التي قدمتها بونا سفورزا، أرملة ملكة بولندا ودوقية ليتوانيا الكبرى، إلى فيليب الثاني ملك إسبانيا عام 1557. في أواخر القرن السادس عشر، بدأت كلتا المحكمتين في الاحتفاظ بممثلين دبلوماسيين في عواصم كل منهما، وبدأ السياسيون في النظر في الفرص المحتملة ذات الصلة. حدثت أولى المحاولات الرئيسية لتحقيق بعض التآزر في المراحل الأولى من حرب الثلاثين عامًا. في منتصف عشرينيات القرن السادس عشر، كان فيليب الرابع ملك إسبانيا يعتزم اتخاذ إجراءات صارمة ضد الشحن التجاري الهولندي على الطرق الشمالية، بينما أراد سيغيسموند الثالث (الذي كان بالأساس من أصل سويدي) من بولندا، استعادة عرش ستوكهولم. عملت الخدمات الدبلوماسية لكلا الملكين على بناء أسطول بحري، موّله الإسبان وقاده البولنديون، وكان قادرًا على السيطرة على غرب البلطيق. ومع ذلك، لم تكن مصالح كلتا المملكتين متطابقة تمامًا، علاوة على ذلك، سعى الإمبراطور وحلفاؤه إلى تحقيق أهدافهم الخاصة. وكانت النتيجة استيلاء السويديين على الأسطول المشترك في عام 1631. وفي عام 1632 انسحبت إسبانيا من سياسة البلطيق النشطة.
استأنف الملك البولندي الجديد فواديسواف الرابع فاسا الذي توج عام 1632، الخطط التي أراد والده إتمامها. في عام 1634 أرسل مبعوثًا خاصًا إلى مدريد. بصرف النظر عن المفاوضات المعتادة عن المبالغ النابولية، ركزت المحادثات على تعويض الأسطول البولندي الذي فقده السويديون عندما كان اسميًا في خدمة فيليب الرابع وضمان مناصب إسبانيا ومعاشات تقاعدية لشقيقين من العائلة المالكة. كانت النقطة الرئيسية هي الدعم المالي الإسباني للجهود العسكرية البولندية المستقبلية ضد السويد منذ عام 1630. كان من المقرر أن تنتهي هدنة ألتمارك البولندية السويدية لعام 1629 في عام 1635 وكان الملك البولندي يفكر في تجديد الصراع. في عام 1634 أرسل واديسواف مبعوثًا آخر، وفي عام 1635 تبعه مبعوث آخر أيضًا. حتى ذلك الوقت اتخذت مدريد موقفا غامضًا. استمع الإسبان بأدب إلى المطالب البولندية، لكن لم تكن هناك نتائج ملموسة. تغير هذا في ربيع عام 1635، عندما اتُّفق على إرسال مبعوثين للسفر إلى وارسو. سافر المبعوثون الفرنسيون الذين انطلقوا من باريس في نفس الوقت تقريبًا ولكن بأهداف معاكسة، عن طريق البحر ووصلوا إلى بولندا في مايو 1635 في الوقت المناسب تمامًا لتأمين تمديد هدنة ألتمارك في ستومسدورف. سافر الإسبان برًا وبواسطة العديد من الطرق الالتفافية. وصلوا إلى الملك في فيلنيوس في أغسطس 1636. هناك اقترحوا أولًا تشكيل جيش في بولندا للانضمام إلى القتال في صفوف الرابطة الكاثوليكية.